# Grave
Grave (česky hrob) je švédská death metalová kapela. Lze ji zařadit do první vlny švédských death metalových skupin, které vydaly svá debutová alba na počátku 90. let 20. století vedle např. Entombed, Dismember, Therion, Tiamat, Unleashed, Edge of Sanity.

## Historie
Grave pocházejí ze švédského ostrova Gotland v Baltském moři. Začínají hrát v roce 1986, tehdy pod jménem Corpse (česky mrtvola), jméno na Grave mění v roce 1988. Nahráli několik demosnímků během let 1986–1991, za zmínku stojí tři z nich: Sick Disgust Eternal (1988), Sexual Mutilation (1989) a Anatomia Corporis Humani (1989). Tyto dema kapela vozila do různých metalových krámků ve Stockholmu, kde jich zaregistrovala firma Century Media Records, která jim nabídla smlouvu na LP desky. Jejich debutové album se jmenuje Into the Grave, bylo vydáno v roce 1991 a stává se klasikou mezi death metalem po mnoho dalších let. Poté následovalo turné po Evropě a Americe.

## Diskografie

### Dema
- Sick Disgust Eternal (1988)
- Sexual Mutilation (1989)
- Anatomia Corporis Humani (1989)

### LP
- Into the Grave (1991)[3]
- You'll Never See... (1992)[3]
- Soulless (1994)[4]
- Hating Life (1996)[3]
- Back from the Grave (2002)
- Fiendish Regression (2004)
- As Rapture Comes (2006)
- Dominion VIII (2008)
- Burial Ground (2010)
- Endless Procession of Souls (2012)

### EP
- Tremendous Pain (1991)
- ...and Here I Die...Satisfied (1993)
- Morbid Ascent (2013)

### Kompilace
- Exhumed: A Grave Collection (2008)
- The Dark Side of Death (2012)

### Živá alba
- Extremely Rotten Live (2008)

### Videa
- Enraptured (2006)